# التكاثر في الفطريات

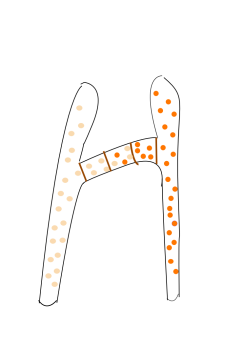

جميع الفطريات تتكاثر جنسيا باستثناء الأفراد التابعة لقسم الفطريات الناقصة الذي لم يتم يكتشف فيها التكاثر الجنسي.
ويتضمن التكاثر الجنسي في الفطريات الحقيقية اندماج نواتين من مشيجين إحداهما أو كلاهما متحرك أو من خليتين خضريتين لنفس الفطر.
وأكثر الطرق شيوعا في التكاثر الجنسي للفطريات هما الجراثيم البيضية (Oospores) والجراثيم الزيجوتية (Zygospores)